# Mark Marku
Mark Xhon Kastriot Marku, född 6 december 1991 i Prizren i Jugoslavien, är en albansk sångare. Han blev känd efter att ha deltagit och slutat trea i den kroatiska versionen av Idol, Hrvatska traži zvijezdu 2011. Efter sitt genombrott har han släppt musik på både albanska och kroatiska.
Marku föddes i december 1991 i staden Prizren i dåvarande Jugoslavien. Han växte upp och studerade vid Lorenc Antoni-musikskolan i sin hemstad innan han för vidare studier flyttade till Kroatiens huvudstad Zagreb. 2011 deltog han i kroatiska Idol för nöjes skull, men lyckades ta sig ända till tävlingens veckofinaler. Väl där slutade han på tredje plats efter att ha slagits ut i det sista programmet innan finalen.
Efter sitt genombrott släppte han singeln "Da si htjela" på kroatiska. Han gjorde även en albansk version av låten med titeln "Për ty" (för dig).
Marku har efter sitt genombrott blivit mer och mer aktiv på den albanska musikscenen. 2012 debuterade han i Top Fest 9 med låten "Kjo zemër" (det här hjärtat). Samma år släppte han låten "Ti" (ni) som nominerades vid Zhurma Show Awards senare 2012. 2013 deltog han med sin låt "Për ty" i Top Fests 10:e upplaga. I november 2013 debuterade Marku i Kënga Magjike 2013 med låten "Rrugës pa ty" (vägen utan dig). Han slutade i tävlingen på 41:a plats av totalt 44 deltagare och fick därmed inget pris i tävlingen. I december 2013 släppte han singeln "Ato faqe" (dessa sidor).